# Arrows A11
O  A11/A11B  é o modelo da Arrows da temporada de 1989 e 1990 da F1. Condutores do A11: Derek Warwick, Eddie Cheever, Martin Donnelly e Bernd Schneider. Condutores do A11B: Michele Alboreto, Alex Caffi e Bernd Schneider. 

## Resultados[1][2]
(legenda) 
| Ano  | Chassi | Motor                | Pneus | N° | Pilotos          | 1   | 2   | 3   | 4   | 5   | 6   | 7   | 8   | 9   | 10  | 11  | 12  | 13  | 14  | 15  | 16  | Pontos | Posição |  |
| ---- | ------ | -------------------- | ----- | -- | ---------------- | --- | --- | --- | --- | --- | --- | --- | --- | --- | --- | --- | --- | --- | --- | --- | --- | ------ | ------- |  |
|      |        |                      |       |    |                  |     |     |     |     |     |     |     |     |     |     |     |     |     |     |     |     |        |         |  |
|      |        |                      |       |    |                  | BRA | SMR | MON | MEX | USA | CAN | FRA | GBR | GER | HUN | BEL | ITA | POR | ESP | JAP | AUS |        |         |  |
| 1989 | A11    | Ford Cosworth DFR V8 | G     | 9  | Derek Warwick    | 5   | 5   | Ret | Ret | Ret | Ret |     | 9   | 6   | 10  | 6   | Ret | Ret | 9   | 6   | Ret | 13     | 7º      |  |
| 1989 | A11    | Ford Cosworth DFR V8 | G     | 9  | Martin Donnelly  |     |     |     |     |     |     | 12  |     |     |     |     |     |     |     |     |     | 13     | 7º      |  |
| 1989 | A11    | Ford Cosworth DFR V8 | G     | 10 | Eddie Cheever    | Ret | 9   | 7   | 7   | 3   | Ret | 7   | NQ  | 12† | 5   | Ret | NQ  | Ret | Ret | 8   | Ret | 13     | 7º      |  |
|      |        |                      |       |    |                  |     |     |     |     |     |     |     |     |     |     |     |     |     |     |     |     |        |         |  |
|      |        |                      |       |    |                  | USA | BRA | SMR | MON | CAN | MEX | FRA | GBR | GER | HUN | BEL | ITA | POR | ESP | JAP | AUS |        |         |  |
| 1990 | A11B   | Ford Cosworth DFR V8 | G     | 9  | Michele Alboreto | 10  | Ret | NQ  | NQ  | Ret | 17  | 10  | Ret | Ret | 12  | 13  | 12† | 9   | 10  | Ret | NQ  | 2      | 9º      |  |
| 1990 | A11B   | Ford Cosworth DFR V8 | G     | 10 | Alex Caffi       |     | Ret | NQ  | 5   | 8   | NQ  | Ret | 7   | 9   | 9   | 10  | 9   | 13† |     | 9   | NQ  | 2      | 9º      |  |
| 1990 | A11B   | Ford Cosworth DFR V8 | G     | 10 | Bernd Schneider  |     |     |     |     |     |     |     |     |     |     |     |     |     | NQ  |     |     | 2      | 9º      |  |
| 1990 | A11    | Ford Cosworth DFR V8 | G     | 10 | Bernd Schneider  | 12  |     |     |     |     |     |     |     |     |     |     |     |     |     |     |     | 2      | 9º      |  |

† Completou mais de 90% da distância da corrida.